# Mohammed Hanif
Mohammed Hanif (* 1965 in Okara, Pakistan) ist ein pakistanischer Schriftsteller und Journalist.

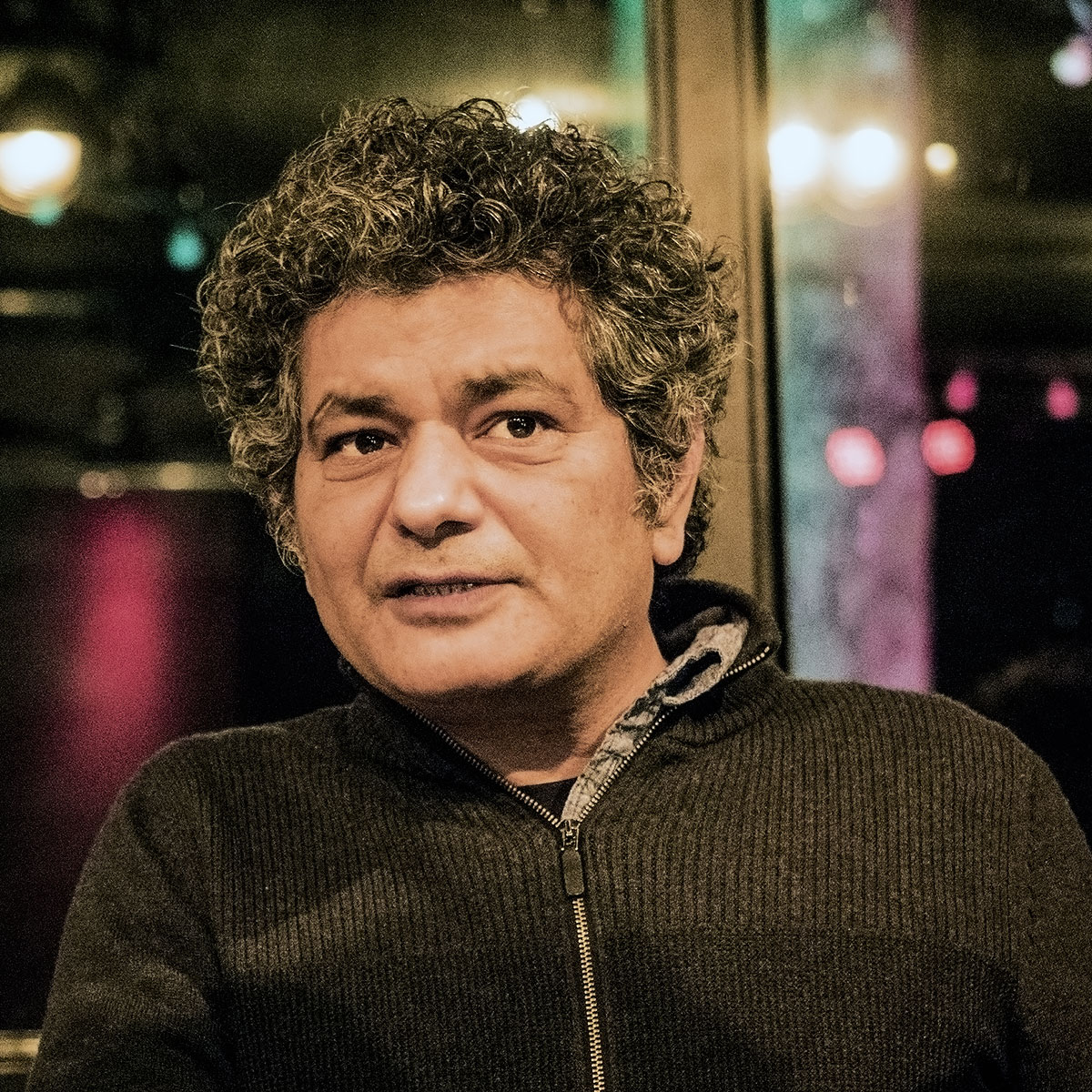
Mohammed Hanif im Literarischen Salon, Stadtgarten, Köln, 11. Januar 2018

## Leben und Werk
Mohammed Hanif war Pilot der pakistanischen Luftwaffe, bevor er eine Karriere als Journalist einschlug. In den neunziger Jahren übersiedelte er mit seiner Familie nach London.
Dort leitete er das Urdu-Programm der BBC, schrieb Artikel für The Guardian und The New York Times. Er absolvierte das renommierte Creative Writing Programme der University of East Anglia. Außerdem verfasste er Theaterstücke und das Drehbuch für den Film The Long Night (Raat Chali Hai Jhoom Ke).
Sein Debütroman Eine Kiste explodierender Mangos, eine Satire über den mysteriösen Flugzeugabsturz, bei dem am 17. August 1988 der pakistanische Militärdiktator Mohammed Zia ul-Haq, mehrere seiner Generäle und der US-Botschafter Arnold Lewis Raphel ums Leben kamen, wurde bereits kurz nach Erscheinen für den Booker Prize 2008 nominiert.
Im Herbst 2008 kehrte Mohammed Hanif nach Pakistan zurück und arbeitet dort als Korrespondent der BBC. Er lebt in Karachi.

## Politische Einstellungen
Im Oktober 2024 gehörte Hanif zu den Unterzeichnern eines Aufrufs zum Boykott israelischer Kulturinstitutionen, „die an der überwältigenden Unterdrückung der Palästinenser mitschuldig sind oder diese stillschweigend beobachtet haben“.

## Werke
- A Case of Exploding Mangos. Jonathan Cape, London 2008 (dt., Eine Kiste explodierender Mangos, übersetzt von Ursula Gräfe. A1 Verlag, München 2009. ISBN 978-3-940666-06-2).
- Our Lady of Alice Bhatti. Jonathan Cape, London 2011 (dt., Alice Bhattis Himmelfahrt, übersetzt von Ursula Gräfe, A1 Verlag, München 2012. ISBN 978-3-940666-22-2).
- Red Birds. Bloomsbury, London 2018 (dt. Rote Vögel, übersetzt von Michael Schickenberg, Hoffmann & Campe 2019. ISBN 978-3-455-00516-5).

## Preise und Auszeichnungen
- 2008 Nominiert für den Man Booker Prize (Longlist)
- 2008 Nominiert für den Guardian First Book Award (Short List)
- 2009 Gewinner des Commonwealth Writers’ Prize – Best First Book
- 2009 Corine – Internationaler Buchpreis für Eine Kiste explodierender Mangos